# Santa Maria (Torres Novas)
Santa Maria is een plaats (freguesia) in de Portugese gemeente Torres Novas en telt 4389 inwoners (2001).